# Alexander Cartellieri

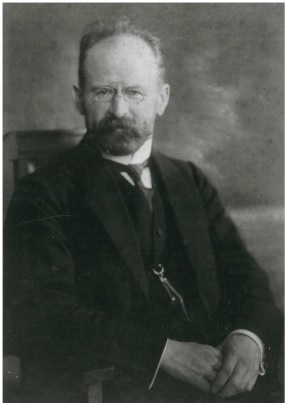
Alexander Cartellieri im Jahre 1913

Alexander Maximilian Georg Cartellieri (* 19. Juni 1867 in Odessa; † 16. Januar 1955 in Jena) war ein deutscher Historiker, der die Geschichte des hohen Mittelalters erforschte. Von 1904 bis 1934 lehrte er als ordentlicher Professor für mittlere und neuere Geschichte an der Universität Jena. Auch nach seiner Emeritierung, dem Zweiten Weltkrieg und der deutschen Teilung blieb er bis zu seinem Tod am 16. Januar 1955 in Jena.
Cartellieri war ein Anhänger der Monarchie. Bis zum Ersten Weltkrieg war er in die internationale Gelehrtenwelt eingebunden. Durch den Krieg brachen diese Kontakte, vor allem mit französischen Gelehrten, ab. Auch seine Freundschaft mit dem belgischen Historiker Henri Pirenne zerbrach. Die Weimarer Republik lehnte er ab. Er agitierte gegen den Versailler Vertrag, jedoch konzentrierte er sich im Gegensatz zu anderen deutschen Historikern nicht auf ein national verengtes Geschichtsbild. Adolf Hitlers außenpolitische Erfolge begeisterten ihn, doch trat er nicht als Propagandist des nationalsozialistischen Gewaltregimes hervor.
In Jena baute er eine große Privatbibliothek mit zeitweise über 18.000 Bänden auf. Cartellieri war Experte für die französische Geschichte des Mittelalters. Durch seine in den Jahren 1899 bis 1922 erschienene vierbändige Biografie des französischen Königs Philipp II. August verschaffte er sich auch international Ansehen. Neben dem französischen König war Weltgeschichte als Machtgeschichte sein zweites großes Forschungsthema. Cartellieri blieb in seinem Fach aber ein Außenseiter. Sein von 1878 bis 1954 geführtes, 12.000 Seiten umfassendes Tagebuch gilt als bedeutende Quelle für die Mentalität des deutschen Gelehrtentums zwischen Gründerzeit und beginnender deutscher Zweistaatlichkeit.

## Leben

### Herkunft und Jugend

Alexander Cartellieri als kleines Kind in Paris (um 1873). Privatarchiv Steinbach.

Alexander Cartellieri als Primaner im Jahre 1885 in Gütersloh. Privatarchiv Steinbach.

Abiturbild vom Februar 1887. Cartellieri ist der Dritte von links in der mittleren Reihe. Thüringer Universitäts- und Landesbibliothek, Nachlass Cartellieri, Fotomappe.

Die Vorfahren der väterlichen Linie Cartellieris stammten aus Mailand und viele waren Sänger. Als ältester nachweisbarer Vorfahre der väterlichen Linie wird Beppino Cartellieri genannt, der Ende des 17. Jahrhunderts in Mailand gelebt haben soll. Der erste in Deutschland lebende Vorfahre Cartellieris war sein Urgroßvater Antonio Cartellieri, der sich 1786 in Königsberg niederließ. Mit dem Umzug der Familie von Italien nach Deutschland vollzog sich auch ein sozialer Wandel: Aus Musikern wurden Kaufleute. Der Großvater väterlicherseits, Julius Friedrich Leopold Cartellieri (1795–1873), war Stadtkämmerer in Pillau. Cartellieris Vater war der Kaufmann Leopold Cartellieri, die Mutter Cölestine Manger war die Tochter eines Bergwerksbesitzers aus Kassel. Der 1867 in Odessa geborene Alexander Cartellieri war das dritte von fünf Kindern. Die Familie ging 1872 wegen der Handelstätigkeit des Vaters nach Paris. Cartellieris Vater war dort als Buchhalter für das Bankhaus Ephrussi & Co. des aus Odessa stammenden Ignaz von Ephrussi zuständig. Cartellieri gehört damit zu den wenigen deutschen Geschichtsprofessoren seiner Zeit, die im Ausland geboren wurden und aufgewachsen sind. Frankreich hatte wenige Monate vor der Übersiedlung Cartellieris den Krieg gegen die preußisch-deutschen Truppen verloren. Die Einwohner von Paris standen unter dem Eindruck der Belagerung ihrer Stadt, der Kaiserproklamation in Versailles, der Kapitulation und des Verlustes Elsass-Lothringens. Persönliche Kontakte hatten die Cartellieris daher nur mit den wenigen in Paris lebenden deutschen Familien.
Cartellieris Vater verehrte Otto von Bismarck und befürwortete die nationale Einigung Deutschlands. Die Sprachkenntnisse und die patriotische Gesinnung des Vaters hatten Einfluss auf den Sohn. Neben der evangelischen Taufe war es Cartellieris Vater wichtig, dass sein Sohn 1867 in die Heeresmatrikel aufgenommen wurde. Hauslehrer brachten Cartellieri die französische Sprache bei. Die Bouquinisten am Ufer der Seine weckten bereits in frühen Jahren sein Interesse für Bücher. Laut einer Tagebuchnotiz vom Juni 1882 entschied er sich, „nach und nach die bedeutendsten Klassiker zusammenzubekommen, besonders solche, die auf mein Steckenpferd Geschichte Bezug nehmen“. Eine besondere Faszination übte bereits in frühen Jahren Leopold von Ranke auf ihn aus. Für Cartellieri war Ranke auch später der „grösste Geschichtsschreiber aller Völker und Zeiten“. Schon früh wurde auch Cartellieris Interesse am französischen Königtum durch häufige Spaziergänge in die Tuilerien und zu den Gräbern von Saint-Denis geweckt.
Aus der europäischen Metropole Paris kam Cartellieri im April 1883 in das Provinzstädtchen Gütersloh. Der Vater wollte seinen Sohn auf einem deutschen Gymnasium ausbilden lassen und ihm so die Voraussetzungen für ein Universitätsstudium und den Staatsdienst im Deutschen Reich verschaffen. Daher besuchte der Sohn das Evangelisch Stiftische Gymnasium Gütersloh, wo er 1887 auch die Reifeprüfung ablegte. In Gütersloh vermehrte Cartellieri seine Büchersammlung schon auf über 400 Exemplare, darunter die ersten Bände von Rankes Weltgeschichte. Durch die Lektüre der Werke Rankes inspiriert beschloss er im November 1886, Universitätsprofessor für Geschichte zu werden. Im Februar 1887 bestand er das Abitur als Jahrgangsbester. Vom Militärdienst wurde er wegen seiner Kurzsichtigkeit ausgemustert.

### Studienjahre in Tübingen, Leipzig und Berlin

Cartellieris akademischer Lehrer Paul Scheffer-Boichorst

Ab dem Sommersemester 1887 studierte Cartellieri an der Universität Tübingen Geschichte bei Bernhard Kugler. Fernab vom Studium hinterließen die Burgen Hohenzollern und Hohenstaufen bleibenden Eindruck bei ihm. Neben Geschichte interessierten ihn auch Philosophie, Archäologie und Literatur. In dieser Zeit begann er mit dem Aufbau einer historischen Bibliothek. Da er von seinen Eltern mit 1500 Mark jährlich großzügig ausgestattet war und als Student kein ausschweifendes Leben führte, verfügte er über beträchtliche Mittel für Bücherkäufe. Eine seiner ersten Anschaffungen war die Historik Johann Gustav Droysens. Mit einem Empfehlungsschreiben Kuglers wechselte er nach einem Jahr an die Universität Leipzig. Wilhelm Arndt weckte dort sein Interesse für den Kapetinger Philipp II. August. Außerdem besuchte er Wilhelm Wundts Kolleg zur Völkerpsychologie und die Vorlesungen Wilhelm Maurenbrechers über die Geschichte des 18. Jahrhunderts.
Ab 1889 studierte Cartellieri in Berlin. An der Berliner Universität wurde Paul Scheffer-Boichorst sein akademischer Lehrer. Scheffer-Boichorst stand im Ruf einer besonders gründlichen Schulung in den Methoden der Quellenkritik. Bei ihm studiert zu haben galt in den achtziger und neunziger Jahren als wertvolle Empfehlung. Nachhaltig beeindruckten Cartellieri die Vorlesungen Heinrich von Treitschkes, in denen auch tagesaktuelle Themen wie die „Judenfrage“, der Kulturkampf oder die Bildungsreform behandelt wurden. Von Treitschke übernahm er „dessen Glauben an die deutsche Nation und den preußischen Staat“. Neben Treitschke wurde Otto von Bismarck für Cartellieri zur prägenden Figur.
Ende 1890 beendete Cartellieri seine Dissertation über die Jugend des französischen Königs Philipp II. August (1165–1223). Sie wurde 1893 in der Revue Historique veröffentlicht. Ebenfalls 1890 lernte er in Berlin Margarete Arnold kennen, die Tochter eines vermögenden Berliner Anwalts, die er vier Jahre später heiratete. In der Ehe sah Cartellieri „immer noch das anständigste Mittel, gewisse Gefühle zu befriedigen“ und außerdem ganz umsonst eine „gute Köchin, Haushälterin und Pflegerin (zu) bekommen“. Aus der Ehe gingen fünf Kinder hervor, darunter Wolfgang Cartellieri, der Vater des Bankmanagers Ulrich Cartellieri. Seine Frau kümmerte sich nicht nur um den Haushalt, sondern half ihm auch bei der Erstellung der Register und beim Korrigieren seiner Publikationen.

### Karlsruher Archivzeit
Nach der Promotion erhielt Cartellieri durch die Vermittlung Scheffer-Boichorsts eine Stelle als Hilfsarbeiter der Badischen Historischen Kommission in Karlsruhe. Dort bearbeitete er ab 1892 die Regesten der Bischöfe von Konstanz (Regesta episcoporum Constantiensium), wobei er sich vornehmlich den Pergamenturkunden aus dem 14. und 15. Jahrhundert widmete. Zur Sichtung des Quellenmaterials unternahm er Archivreisen nach Luzern, Konstanz, Bregenz, Lindau und Freiburg. Im Vatikanischen Archiv sichtete er Quellenmaterial zur Geschichte der Bischöfe von Konstanz in der Zeit von 1351 bis 1383. Zugleich bereitete er sich auf die Staatsprüfung für das Lehramt vor. Durch den erhöhten Arbeitsaufwand erlitt er einen Schwächeanfall und wurde vier Wochen beurlaubt.
Die Regestenarbeit konnte ihn nicht begeistern: „Die aus Urkunden und Akten gekelterten Weine sind Schlaftrunke.“ Diese Quellengattung bot Cartellieri wenig greifbare Aussagen über die Zeit. Er vermisste ein klares Bild der Epoche und der Weltgeschichte. Im Jahr 1895 legte er das Examen als Archivassessor ab. Rückblickend empfand er die Bearbeitung der Regesten als „Ausbeutung“ und Tätigkeit „stumpfsinnigster Art“. Seinem jüngeren Bruder Otto Cartellieri hingegen, dem ein Lehrstuhl verwehrt blieb, sicherte das Archiv dauerhaft die Existenz. Abgestoßen von der spröden Regestenarbeit wandte sich Cartellieri verstärkt der Geschichtstheorie und Geschichtsphilosophie zu und machte sich über die Einteilung der Weltgeschichte Gedanken. Er befasste sich mit der materialistischen Geschichtsauffassung, dem Rassenwerk Arthur de Gobineaus und Darwins Evolutionstheorie.
Während seiner Karlsruher Zeit verfasste Cartellieri auch eine Vielzahl von Rezensionen zu französischen Neuerscheinungen und knüpfte Kontakte zu in- und ausländischen Kollegen. Er lernte den Direktor der französischen Nationalbibliothek Léopold Victor Delisle sowie die Mediävisten Achille Luchaire und Charles Petit-Dutaillis kennen. Auf dem zweiten Deutschen Historikertag 1894 in Leipzig traf er Henri Pirenne. Mit ihm blieb er über viele Jahre freundschaftlich verbunden.
In Karlsruhe nahm Cartellieri regen Anteil am städtischen und gesellschaftlichen Leben und wurde Mitglied zahlreicher bürgerlicher Vereine. Am Oberrhein erlernte er das Schwimmen und Radfahren. Diese sportlichen Betätigungen wurden neben dem Wandern seine Lieblingsbeschäftigungen in der Freizeit. Die Lektüre von Büchern und das Wandern waren für ihn neben der Lehr- und Forschungstätigkeit zentrale Lebensinhalte.

### Privatdozent in Heidelberg
Im Januar 1898 ließ sich Cartellieri vom Archivdienst beurlauben, um seine Studien über Philipp II. August weiter zu vertiefen. Bernhard Erdmannsdörffer und Dietrich Schäfer regten ihn an, diese Forschungen zur Habilitation auszubauen. Im Jahr 1898 ging Cartellieri deshalb nach Heidelberg und wurde Assistent Schäfers, den er für seinen Arbeitswillen bewunderte. Die Heidelberger Habilitation zu Philipp II. August erfolgte 1899. Im Sommersemester 1899 hielt er in Heidelberg seine erste Übung über Lateinische Paläografie und eine Vorlesung Französische Geschichte im Mittelalter.
Engen Kontakt pflegte er mit Fachleuten, die wie er besondere Beziehungen zu ausländischen Kulturen hatten, wie etwa dem italienverbundenen Romanisten Karl Vossler oder dem von polnischen und französischen Vorfahren abstammenden Alfred von Domaszewski. Auch den Gedankenaustausch mit Carl Neumann und Georg Jellinek empfand er als anregend: Der Kunsthistoriker Neumann brachte ihm das Werk Jacob Burckhardts näher und der Jurist Jellinek war an den Verfassungsstrukturen fremder Staaten interessiert. Cartellieri behielt Heidelberg in guter Erinnerung. Er bezeichnete die Stadt als „das Ende einer wunderschönen Jugend“.

### Professur in Jena (1904–1935)

Das Ehepaar Cartellieri um 1907 bei der Lektüre im Garten

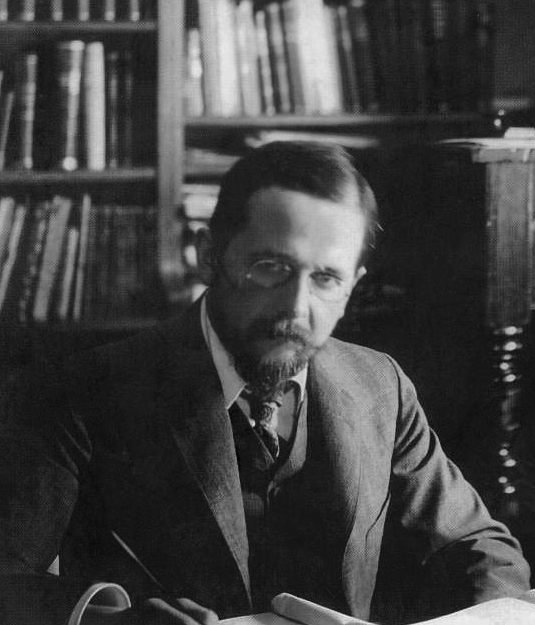
Karl Hampe in Heidelberg im Jahr 1913

Im Jahr 1902 wurde Cartellieri auf ein beamtetes Extraordinariat für mittlere und neuere Geschichte an der Universität Jena berufen. Zum Wintersemester 1904 übernahm er als Nachfolger von Ottokar Lorenz den Lehrstuhl für allgemeine Geschichte. Damals hatte er sich bereits einen Namen als Kenner der Geschichte Frankreichs im Mittelalter gemacht. In Jena fühlte sich Cartellieri jedoch – anders als in Paris oder Heidelberg – nicht heimisch, für ihn war Jena ein „Popel-Nest“. Eine erhoffte Berufung nach Heidelberg, München oder Berlin blieb aus. In Heidelberg wurde Karl Hampe berufen. Dies empfand Cartellieri noch lange als „eine Quelle […] bohrenden Schmerzes“. Drei Jahre später traf er erstmals auf seinen Rivalen Hampe. Vor lauter Aufregung musste er sich große Mühe geben, „klar und langsam zu sprechen“.
Das von Cartellieri zunächst angemietete und später für 50.000 Mark gekaufte Haus zählte zu den ersten noblen Häusern des Jenaer Westviertels. Bis zu seinem Tod im Januar 1955 blieb es sein Zuhause. Als Professor besaß er eine privilegierte Stellung in der Gesellschaft; zum Dienstpersonal zählten Kindermädchen, eine Köchin und ein Stubenmädchen.
Seine Antrittsvorlesung als Professor in Jena hielt Cartellieri im November 1904 über Wesen und Gliederung der Geschichtswissenschaft. Bis 1945 betreute er 144 Dissertationen und vier Habilitationen. Von diesen Arbeiten hatten 55 einen landesgeschichtlichen Schwerpunkt. Zu seinen akademischen Schülern gehörten Ulrich Crämer, Willy Flach, Friedrich Schneider und Hans Tümmler. Neben Schneider war Helmut Tiedemann der einzige Historiker, der bei Cartellieri sowohl promoviert wurde als auch sich habilitierte.
In Jena gehörte Cartellieri zu den Modernisierern und Reformern unter den Professoren. Bereits als außerordentlicher Professor beklagte er sich 1903 in einem Schreiben beim Kurator der Universität, „daß Jena das am bescheidensten ausgestattete Seminar hat, sogar noch um die Hälfte hinter Rostock zurückbleibt“. Er forderte vor allem für die Bibliothek mehr Mittel. Auch wenn sich in seinen Tagebüchern abfällige Bemerkungen zur Öffnung der Universitäten für Studentinnen finden, förderte er das Frauenstudium in Jena. Zahlreiche Frauen wurden von ihm promoviert, auch mit der höchsten Benotung summa cum laude, die er sehr selten vergab. Bis 1919 hatte er zehn Dissertationen von Frauen betreut. Käthe Nikolai wurde 1921 bei ihm promoviert und war jahrelang seine Assistentin. Ferner verbesserte er die Bücher- und Raumsituation sowie den Seminarbetrieb durch einen festen Regelkanon.
Cartellieri hielt Prüfungen und Vorlesungen über den ganzen Zeitraum von der Spätantike bis zur Zeitgeschichte ab. Er vertrat damit das Fach Geschichte als einziger Jenaer Professor in seiner ganzen Breite. Bis zu seiner Emeritierung 1935 hielt er zur Geschichte der Revolution und Napoleons kontinuierlich Vorlesungen, die auf französischen Quellen und Darstellungen basierten. Erholung vom Universitätsalltag fand Cartellieri mehrmals in der Woche bei den Forstspaziergängen mit anderen Gelehrten, die ein fester Bestandteil der Jenaer Gelehrtenkultur wurden.
Der Klassisch-Philologische Verein Jena im Naumburger Kartellverband ernannte Cartellieri zum Ehrenmitglied.

#### Erster Weltkrieg

Cartellieri als Prorektor im Frühjahr 1914. Privatarchiv Steinbach.

Vor Kriegsbeginn gehörte Cartellieri zur geistigen Führungsschicht, als Universitätsprofessor bekleidete er eine gesellschaftlich angesehene Position. Er führte ab 1913 den Titel Hofrat. Zu Ostern 1914 wurde er Prorektor; dies war damals das höchste akademische Amt. Er unterhielt noch zahlreiche internationale Kontakte und vertrat die Universität im Ausland. Im Frühjahr 1913 sprach er auf dem Londoner Historikerkongress und im Herbst in Wien über seine Ergebnisse zu Philipp II. August. Außerdem gehörte er zum Mitarbeiterkreis der entstehenden Cambridge Medieval History, eines Handbuchs über die Geschichte des Mittelalters. Cartellieris Einbindung in fachübergreifende Diskurse ging dagegen zurück. Unter den Historikern des späten Kaiserreiches galt er als „Franzose“.
Als am 28. Juni 1914 beim Attentat von Sarajevo der österreichisch-ungarische Thronfolger Franz Ferdinand und seine Frau Sophie ermordet wurden, war Cartellieri mit der Eisenbahn zur Rektorenkonferenz nach Groningen unterwegs. Dort nahm er auch nach Bekanntmachung des Attentates keine Zurückhaltung der ausländischen Kollegen gegenüber den Deutschen wahr. Durch das Prorektorat und den Ersten Weltkrieg verzögerte sich die Fertigstellung des vierten und letzten Philipp-August-Bandes. Cartellieri war in seiner Arbeit streng chronologisch vorgegangen und nach jahrzehntelanger Beschäftigung kurz vor Kriegsbeginn beim Hauptteil seiner Darstellung, der Schlacht bei Bouvines 1214, angekommen. Nun fehlte ihm aber das Publikum, da er sich mit einem Herrscher befasste, der im Urteil der Nachwelt zum Denkmal des französischen Nationalismus verklärt worden war und daher unter den damaligen politischen Verhältnissen für einen deutschen Historiker als inopportunes Thema erschien. Zudem jährte sich der Sieg Philipps über Otto IV. bei Bouvines im Sommer 1914 zum 700. Mal. Daher war Cartellieri aus seiner Sicht im Oktober 1914 ein „Leidtragender des Kriegsjahres wie wenig andere Kollegen!“ Trotz Zweifeln am Thema und der geringen Aussicht auf eine breite Rezeption in Deutschland setzte er seine Forschungen zum französischen König fort.
Während des Weltkrieges entwickelte sich eine vielfältige Kriegspublizistik, zu der etwa die Hälfte der mediävistischen Lehrstuhlinhaber in Deutschland beitrug. Im Krieg und in den frühen Krisenjahren der Weimarer Republik vollzog Cartellieri nach Matthias Steinbach „einen inneren Wandel zum verbitterten Nationalisten, der intellektuelle und heuristische Energien im Kampf gegen die Feinde und später den Friedensvertrag von Versailles verschleudern […] wird“. Steinbach stellte außerdem eine Verhärtung und Militarisierung der Tagebucheinträge für die ersten Kriegsmonate fest. Jede Siegesankündigung der deutschen Truppen wurde im Tagebuch gefeiert. Cartellieri träumte davon, das Alte Reich wiederherzustellen. Noch im Juni 1914 hatte Cartellieri als Prorektor allerdings eine versöhnlich gestimmte Rede Deutschland und Frankreich im Wandel der Jahrhunderte gehalten, in der er die beiden Nationen als „durch Erbstreitigkeiten verfeindete Geschwister“ bezeichnete und seine Studenten aufforderte, „im geistigen Kampfe keine Grenzpfähle zu achten, sondern mutig auszuziehen zu Eroberungen im unverfänglichen Reiche des Wissens“. Er betonte, es sei nie deutsche Art gewesen, „harte politische Gegensätze […] auf das geistige und persönliche Gebiet zu übertragen“. In einer Rede vor der Studentenschaft im Oktober 1914 meinte er hingegen, neben der militärischen und wirtschaftlichen Rüstung solle auch die geistige Deutschland zum Sieg verhelfen: „Der Sieg der deutschen Waffen soll neue Bahnen öffnen dem Siege der deutschen Gedanken.“ Trotz seiner Nähe zum französischen Kulturkreis sprach Cartellieri im November 1916 vom Rachedurst Frankreichs, den das Nachbarland gegenüber Deutschland stillen wolle.
Unter dem Pseudonym Konrad veröffentlichte Cartellieri Beiträge in der nationalromantischen Zeitschrift Die Tat von Eugen Diederichs. Dabei wollte er den alten Kaisergedanken in die Gegenwart tragen und „predigen und sprechen von Kaiser und Reich“. Die mittelalterlichen Könige und Kaiser galten damals in der deutschen Mediävistik als frühe Repräsentanten einer für die Gegenwart erhofften starken monarchischen Gewalt. Cartellieris Mitarbeit endete aber bereits 1915; möglicherweise missfiel ihm die Zuspitzung auf den Gegensatz von deutscher und westeuropäischer Kultur. Mit öffentlichen Stellungnahmen trat Cartellieri ansonsten in der Kriegspublizistik nicht hervor. Wenig hielt er davon, „mit einigen Karten und Zeitungsnotizen die Geheimnisse des Generalstabs entschleiern oder ihm Zensuren erteilen zu wollen“. Auch politisch engagierte er sich nicht im Unabhängigen Ausschuss für einen deutschen Frieden um Dietrich Schäfer oder in der Deutschen Vaterlandspartei.
In den Kriegsjahren verschlechterten sich die Lebensbedingungen auch für wohlhabende Familien. Cartellieri musste auf Haushälterin und Gärtner sowie auf Reisen in den Süden verzichten. Den Kontakt zu seinen Studenten, die an der Front kämpften, versuchte er aufrechtzuerhalten; er schickte ihnen Briefe, Süßigkeiten und kleinere Schriften. Im Jahr 1915 nahmen sein ältester Sohn Walther und sein Bruder Otto am Krieg teil. In dieser Zeit wandte er sich von der Gegenwart ab; er vertiefte sich in seiner Lektüre in die mittelalterliche Welt der Ritter und las Geschichten aus dem Morgenland.
Henri Pirenne wurde nach der deutschen Besetzung Belgiens von den Militärbehörden nach Thüringen deportiert. Er kam vom Offiziersgefangenenlager Holzminden nach Jena. Dort traf er im August 1916 den ihm wissenschaftlich und persönlich verbundenen Cartellieri wieder. Die deutschen Behörden hatten Pirennes Haftbedingungen gelockert. Lediglich zweimal die Woche musste er sich bei den Behörden melden, blieb aber ansonsten auf freiem Fuß. In Jena suchte Pirenne nur zu Cartellieri Kontakt. Nach einem langen Spaziergang mit Pirenne bemerkte Cartellieri im Januar 1917 in seinem Tagebuch, er sei „ein ausnehmend kluger und in der Erörterung verbindlicher Mann, freilich in den Grenzen, die einem Franzosen gesteckt“ seien. Ende 1917 wurde Pirenne nach Kreuzburg verlegt. Die beiden Gelehrten entfremdeten sich. Sie sahen sich nicht mehr wieder und wechselten auch keine Briefe mehr. Pirenne charakterisierte 1920 in seinen Souvenirs de captivité en Allemagne (mars 1916–novembre 1918) Cartellieri als Typus des eroberungssüchtigen deutschen Professors, der am Weltkrieg mitschuldig sei.
Bis Ende September 1918 hielt Cartellieri einen glücklichen Ausgang des Krieges für das deutsche Reich für möglich. Durch die Russische Revolution glaubte er, „für immer von der gefährlichen Gefahr im Osten befreit“ zu sein. Er hoffte auf einen englisch-amerikanischen Gegensatz. Den Glauben an Deutschland behielt er bis zum Ende des Krieges. Am 8. November 1918 notierte er: „Aber der feste Glaube an das Reich, an das deutsche Vaterland kann nicht ins Wanken kommen“.
Bei Kriegsende erreichte seine Bibliothek mit mehr als 18.000 Bänden ihren größten Umfang. In Deutschland konnten lediglich Werner Sombart, Joseph Schumpeter, Max Weber, in Italien Benedetto Croce und in Frankreich Henri Bergson eine vergleichbare Büchersammlung vorweisen.

#### Weimarer Republik
Die Novemberrevolution war für Cartellieri ein Schock. Der Tonfall im Tagebuch verschärfte sich. Der 9. November 1918 war für ihn „ein Tag unauslöslicher Schande für Deutschland“, die nur „durch Blut abgewaschen werden“ könne. Die Waffenstillstandsbedingungen vom 11. November 1918 empfand er als „schrecklich“. Am 13. November 1918 notierte er: „Wer könnte so blödsinnig sein und an den Völkerbund glauben, wenn wir Elsass-Lothringen dauernd verlieren? Wolf [sein Sohn] sagte gleich: Das nehmen wir wieder! Bravo, so muss die Jugend denken, und ich möchte die Vergeltung erleben.“ Cartellieri wollte mit seinen Reichsgründungsreden und Kriegsschuldvorträgen die nationale Gesinnung fördern. In seinen Vorlesungen vermied er aber weitestgehend ein politisches Bekenntnis; er beabsichtigte in seinen Darstellungen „keinen Zorn in die Vergangenheit hineinzugiessen“.
Die Weimarer Republik lehnte er ab. Vom parlamentarischen Prinzip hatte er keine hohe Meinung, denn auf (Wahl-)„Zettel“ lasse sich keine legitime staatliche Autorität gründen. Am 19. Januar 1919 ging die ganze Familie zur Wahl der Weimarer Nationalversammlung. Die Familie stimmte geschlossen „deutschnational, hauptsächlich um Clemens Delbrück hinein zu bringen“ und „gegen die Sturmflut der demokratischen Gedanken Dämme zu errichten“. Noch bis in die Zeit von Konrad Adenauer vermerkte Cartellieri jede Wahl gewissenhaft in seinem Tagebuch. Die Sozialdemokratie verachtete er, zur Arbeiterschaft hielt er Distanz. Mit großem Interesse verfolgte er die politischen Vorgänge in Italien und den Sieg des italienischen Faschismus. Für ihn war es „die erste grosse gegensozialistische Bewegung seit der französischen Revolution“. Den Zentrumsabgeordneten Matthias Erzberger bezeichnete er anlässlich dessen Ermordung 1921 durch rechtsterroristische Kreise als einen der „schlimmsten Schädlinge des Vaterlandes“. Zwar wurde Cartellieri wegen seiner antiparlamentarischen Einstellung kein „Vernunftrepublikaner“, doch verhielt er sich verfassungsloyal. Sein Biograf Matthias Steinbach sieht ihn näher bei dem Personenkreis, der sich aus Vernunftgründen zur Weimarer Verfassung bekannte, als bei den nationalkonservativen Professoren wie Dietrich Schäfer, Johannes Haller oder Max Lenz. Die Einheit des Reiches hatte für ihn oberste Priorität, deshalb tolerierte er die neue Staatsform. Seine Vorlesungen nutzte er auch nicht, um sich gegen die Republik auszusprechen. Er war ein typischer Anhänger der DNVP. Im weiteren Verlauf der Weimarer Republik wählte er vor allem deutschnational und gelegentlich die DVP.
Eine deutsche Kriegsschuld lehnte er ab. Er betonte vielmehr „die Friedensliebe und Selbstbescheidung, […], die Deutschland bei verschiedenen Gegebenheiten vor dem Krieg“ bewiesen habe. Das Streben nach Widerlegung der Kriegsschuldthese veranlasste ihn zur aktiven Mitarbeit im Arbeitsausschuss Deutscher Verbände. Dabei vertrat er die These von der Kriegsschuldlüge. Cartellieri propagierte auch die Dolchstoßlegende und hoffte auf eine Rückkehr der Hohenzollern. Im Jahr 1922 notierte er, dass er seine Tagebuchaufzeichnungen bis 1915 zurückverfolgt habe, und gestand ein, dass er sich über die hochgemute Stimmung von damals heute wundere. Ein Jahr später heiratete seine Tochter Ilse den promovierten Geographen Max Prange (1891–1979). Aus der Ehe gingen drei Kinder, darunter 1932 der Historiker Wolfgang Prange hervor.
Durch den Anstieg der Inflation seit Mitte 1922 konnte Cartellieri seinen relativ hohen Lebensstandard der Vorkriegszeit nicht mehr unvermindert halten. Er musste für Lebensmittel einen Teil seiner Bibliothek verkaufen und Zeitschriftenabonnements kündigen. Die Professorengehälter waren kaum noch etwas wert, obwohl sie in immer kürzeren Zeitabständen neu berechnet wurden. Nach der Stabilisierung der wirtschaftlichen Lage lag Cartellieris Gehalt bei 3500 Mark. Er verdiente damit etwa das Doppelte eines ungelernten Arbeiters.
Mehrfach in seinem Leben sehnte er sich nach mehr Bedeutung. Bereits am 20. Dezember 1921 schrieb er in sein Tagebuch: „Mein heisses Verlangen, irgendwie einzuwirken auf meine Zeit, auf eine spätere Zeit, wird vielleicht nie erfüllt werden […] Gerne hätte ich grossen Männern gedient, ich wäre ihnen nach altgermanischer Art treu gewesen, es fand sich dazu keine Gelegenheit, geliebt hat mich auch keiner“. Am 25. November 1928 fragte er sich: „Was wird von mir bleiben? Ein frostiger Nekrolog in der HZ?“
Neben seinen Verpflichtungen als Hochschullehrer war er noch stellvertretender Vorsitzender des Vereins für Thüringische Geschichte und Alterthumskunde, Beiratsmitglied der Gesellschaft der Freunde der Universität und zählte zum engen Mitgliederkreis der Deutschen Dante-Gesellschaft in Weimar. Er wurde im Februar 1933 in die Sächsische Akademie der Wissenschaften als ordentliches Mitglied aufgenommen.
In der Spätphase der Weimarer Republik trafen Cartellieri mehrere persönliche Schicksalsschläge. Im April 1930 starb sein Bruder Otto unerwartet während einer Erholungsreise in die Schweiz. Der Tod seiner Ehefrau im März 1931 stürzte ihn in eine tiefe persönliche Krise. Die politische Situation verlor für Cartellieri dadurch erheblich an Bedeutung. Sein Tagebuch wurde zum Ort der Trauerbewältigung und Erinnerungspflege. Nach dem Tod seiner Frau versuchte er mehrmals, sich neu zu binden und auch wieder zu heiraten, letztlich aber ohne Erfolg.

#### Nationalsozialismus
Im März 1932 las Cartellieri die neue kritische Studie Hitlers Weg von Theodor Heuss über Adolf Hitler und die Nationalsozialisten. Wenige Wochen später stimmte er bei der Reichspräsidentenwahl für Hitler. Die Ablehnung des Weimarer Parteienwesens, das Streben nach Revision des Versailler Vertrags, der Wunsch nach nationalem Wiederaufstieg und ein ausgeprägter Antikommunismus führten bei Cartellieri zu einer Annäherung an den neuen nationalsozialistischen Staat. Dabei war vor allem die Befreiung von der Demütigung des Versailler Vertrags ausschlaggebend. Am 29. März 1938 schrieb er in sein Tagebuch: „Ohne Jena kein Sedan, sagte Bismarck nach 1892 in Jena. […] Ohne Versailles kein Nationalsozialismus, wird man später sagen müssen“. Steinbach beurteilt Cartellieris Haltung gegenüber dem Nationalsozialismus als „zustimmend skeptisch“. Nach der Lektüre von Hitlers Mein Kampf im Mai 1933 fragte er sich in seinem Tagebuch: „Was will er eigentlich im Osten? Das sagt er nicht. Russland angreifen und dort Deutsche ansiedeln? Ist da wirklich Platz für uns?“
Cartellieri, der sich um sein berufliches Weiterkommen keine Gedanken mehr zu machen brauchte, konnte die Entwicklung nach 1933 laut Folker Reichert mit „einer Mischung aus nationaler Loyalität und aristokratischer Distanziertheit“ beobachten. Er wurde nicht Mitglied der NSDAP, engagierte sich nicht aktiv für den Nationalsozialismus und sprach sich auch nicht öffentlich für ihn aus.
Im März 1933 begrüßte er nach der Machtübernahme der Nationalsozialisten in seinem Tagebuch von Herzen, „dass unsere sog. Revolution von 1918, diese dumme, verbrecherische und vor allem überflüssige Revolution ausgelöscht wird“. Zunächst ging er noch von einer Übergangsregierung aus. „Man muss mitmachen“, schrieb er am 1. Mai 1933 in sein Tagebuch, „denn das Misslingen bringt uns den Zusammenbruch und den Bolschewismus. Vielleicht stürzt er in Russland zusammen, so lange wir noch die jetzige Regierung haben. Das wäre am besten.“ Im Sommer 1934 ereignete sich der sogenannte Röhm-Putsch, bei dem Hitler die Führungsriege der SA einschließlich des Stabschefs Ernst Röhm ohne gerichtliche Urteile ermorden ließ. Obwohl durch dieses Vorgehen der Terror des NS-Regimes offenkundig wurde, begrüßte Cartellieri die Entscheidung und hoffte auf „eine wesentliche Besserung der allgemeinen Verhältnisse“.
In Cartellieris Tagebuch finden sich nach der Analyse Matthias Steinbachs gelegentlich antisemitische Anklänge. Am 5. September 1922 fragte er dort: „Es steckt doch wohl Negerblut in allen Semiten?“ Nach dem Historiker Karel Hruza finden sich im Tagebuch öfter negative Notizen über jüdische Kollegen, wie etwa zu Hermann Bloch, Hedwig Hintze oder Ernst Kantorowicz. Cartellieri hielt aber am Humboldtschen Wissenschafts- und Universitätsideal fest. Eine Politisierung der Universität lehnte er strikt ab. Schon 1930 sprach er sich in einem Antrag gegen die Berufung des pseudowissenschaftlichen Rassenkundlers Hans F. K. Günther durch den nationalsozialistischen Kultusminister Wilhelm Frick aus. Die Entlassung des Medizinhistorikers Theodor Meyer-Steineg in Folge des „Gesetzes zur Wiederherstellung des Berufsbeamtentums“ schockierte ihn. Erschüttert registrierte er die neuen Judengesetze nach den Novemberpogromen 1938. Um seine Bewunderung für Hitler mit den Judenverfolgungen in Einklang zu bringen, erinnerte er an den französischen König Philipp August. Der französische König habe die Juden erst hinausgeworfen und später wieder hereingelassen. Nach Matthias Steinbach findet sich im 1941 veröffentlichten vierten Band seiner Weltgeschichte angesichts völkisch-antisemitischer Positionen jüngerer Kollegen ein bemerkenswertes Urteil. Zu den Judenverfolgungen im Rheinland am Rande des ersten Kreuzzuges meinte er, dass sie „denen, die sich daran beteiligten, und natürlich auch vielen Unschuldigen Verderben gebracht (hatten) und […] von den Zeitgenossen mehrfach mißbilligt worden“ waren.
Im Januar 1935 schrieb er in sein Tagebuch: „Ich muss mich furchtbar zusammennehmen, um nicht auch etwas Dummes zu sagen.“ Gleich im nächsten Satz fügte er aber hinzu: „Dabei bejahe ich unendlich viel vom Nationalsozialismus und nicht erst heute, sondern lange vorher.“ Im Juli 1935 wurden er und sein Kollege Georg Mentz von einem Studienrat beim Rektor angezeigt, weil sie das Horst-Wessel-Lied nicht mitgesungen und den Arm nicht hoch genug zum Hitlergruß erhoben hatten.

### Von der Emeritierung 1935 bis zum Kriegsende
Nach seiner Emeritierung 1935 konzentrierte sich Cartellieri auf die Arbeit an seinem Projekt Weltgeschichte als Machtgeschichte. Nach Matthias Steinbach und Herbert Gottwald blieb er Hitler und dem Reich bis zuletzt in „Nibelungentreue“ verbunden. Vor allem Hitlers außenpolitische Erfolge weckten Cartellieris Begeisterung. Im Jahr 1938 schrieb er in sein Tagebuch: „Ich glaube Verständnis für Hitlers Genialität zu haben, erkenne an, dass ein Mann aus dem Volke aufstehen musste, wie nach Azincourt und Troyes die Jungfrau von Orléans, aber gar manches, was in Hitlers Namen getan wird, will mir gar nicht behagen.“ Für Cartellieri stand die Idee des Vaterlandes höher als der Führergedanke. Am 12. November 1939 vermerkte er in seinem Tagebuch: „Der Führer kann fallen, die Fahnen des Vaterlandes können von anderen weitergetragen werden. […] Hitler hat ja schon vorgesorgt: Göring, Rudolf Hess. Hoffentlich lebt er lange.“ Mit großem Interesse verfolgte er die Vorgänge in Österreich. Den „Anschluss Österreichs“ im März 1938 begrüßte er, „damit Österreich nicht in der slawischen Flut versinkt“. Dabei machte er in Österreich mit „Katholiken, Legitimisten, Sozzis und Kommunisten, Juden“ vier Feinde aus. Anlässlich der Kapitulation Frankreichs im Juni 1940 hoffte Cartellieri, dass der Frieden im Schloss Versailles geschlossen werde, um so den Versailler Vertrag vom 29. Juni 1919 auszulöschen und die Kaiserproklamation vom 18. Januar 1871 zu erneuern. Für Cartellieri blieb auch im Nationalsozialismus das Kaisertum „die für Deutschland gegebene Lebensform“. Trotz seiner Verachtung für Wilhelm II. meinte er, ein Hohenzoller müsse Kaiser werden.
Im Oktober 1941 prangerte Cartellieri in seinem Tagebuch die Emigranten, die Deutschland verlassen hatten, als die „schlimmsten Feinde“ der Heimat an. Den Attentatsversuch vom 20. Juli 1944 registrierte er mit Empörung; er war erleichtert, dass „der Führer keine schwere Verwundung erlitten“ habe. Ihm war durch einen Offizier bekannt geworden, dass die Kriegssituation im Osten zunehmend aussichtslos wurde. Dennoch hoffte er noch am 25. März 1945 auf eine Wende im Krieg durch die V2-Raketen.
Die Nationalsozialisten widmeten Cartellieri im Jahr 1942 zum 75. Geburtstag einen ausführlichen Artikel in den Nationalsozialistischen Monatsheften. Er erhielt ein Glückwunschschreiben des „Führers und Reichskanzlers“. Der Jenaer Kriegsrektor Karl Astel gratulierte ihm persönlich. Zudem wurde er mit der Goethe-Medaille für Kunst und Wissenschaft gewürdigt. Für Matthias Steinbach hatte das Interesse der Nationalsozialisten an Cartellieri zwei Gründe: Sie konnten damit eine vermeintlich ideologiefreie und unparteiische Geschichtsauffassung präsentieren, und Cartellieris Konzentration auf das Wirken großer Männer in der Geschichte kam ihrem Weltbild entgegen.

### Letzte Lebensjahre
Cartellieri nahm nach Kriegsende keine selbstkritische Haltung ein, er glaube nicht an eine Mitschuld der Gelehrten am Aufstieg des Nationalsozialismus. „Von den Grausamkeiten in den KZlagern“ habe „der größte Teil des Volkes gar nichts gewusst“. Nach der Deutung, die er nun vertrat, war Hitler kein deutsches, sondern ein europäisches Problem: Ohne den Sturz des Kaiserreiches und den Versailler Vertrag wäre er nicht an die Macht gekommen. Nach wie vor hielt Cartellieri das Kaiserreich für die beste Staatsform. Am 22. September 1946 notierte er in seinem Tagebuch: „Kein Verständiger kann bezweifeln, dass wenn die Sozzen nicht in ihrer Republikpsychose den Kaiser verjagt hätten, die NSDAP nie zur Macht gelangt wäre.“
Jena war durch Bombenangriffe schwer beschädigt, doch Cartellieris Haus blieb weitgehend verschont. Krieg und Friedensordnung hatten seine Familie auseinandergerissen, sein ältester Sohn Walther war bei den letzten Kämpfen in Oberitalien im Mai 1945 gefallen. Er war alleine in Jena. Im Februar 1949 starb seine Tochter Ilse Prange. Fortan hatte er niemanden mehr in der Familie, mit dem er sich über die Verwaltung seines Nachlasses austauschen konnte. Auch Kollegen und Freunde waren im Krieg umgekommen oder fingen im Westen neu an. Ohne seine Bibliothek wollte Cartellieri aber nicht umziehen. Im September 1949 teilte ihm Otto Schwarz, der Rektor der Universität Jena, mit, dass ihm die mit Vergünstigungen beim Lebensmittelbezug verbundene Intelligenzkarte entzogen werde, weil er sich kritisch zur Volkskongressbewegung und zur politischen Situation in der Sowjetischen Besatzungszone geäußert habe. Darauf musste Cartellieri wie in der Krise 1922/23 erneut für den Erwerb von Lebensmitteln Bücher tauschen oder verkaufen. Ein Amerikaner, dem er seine Edition Ex Guidonis de Bazochiis cronosgraphie libro septimo im Tausch für Lebensmittel gab, bedankte sich im Gegenzug mit Honig aus Moscow, Idaho. Schließlich wurde die Intelligenzkarte Cartellieri von Rektor Josef Hämel wieder ausgehändigt.
Der durch den Krieg noch deutlicher erkennbar gewordene technische Fortschritt inspirierte Cartellieri zur Beschäftigung mit neuen Themenfeldern wie der Entwicklung der Reisegeschwindigkeit im Mittelalter oder Ursachen und Ausbreitung von Seuchen in der Stauferzeit. Er arbeitete weiter am fünften Band seiner Weltgeschichte. Bis ins hohe Alter unternahm er seine regelmäßigen Spaziergänge. Zu seinem 85. Geburtstag 1952 nahm er die Glückwünsche des Oberbürgermeisters entgegen. Rektor und Prorektor übermittelten ihm die Glückwünsche der SED. Die Gratulanten gehörten noch zur älteren bürgerlichen Gelehrtengeneration. Cartellieri starb vereinsamt am 16. Januar 1955 in Jena. Er wurde auf dem Jenaer Nordfriedhof beerdigt.

## Werk
Cartellieri legte von 1890 bis 1952 über 200 Veröffentlichungen vor, wobei er die Rankesche Geschichtsschreibung fortsetzte. Ihm ging es um die Bewahrung der Idee einer historischen Einheit der „germanischen und romanischen Völker“. Gegenüber Detailstudien bevorzugte er die große Form. Seine frühen Arbeiten waren regionalgeschichtliche Studien zum Klerus des Bistums Konstanz. Danach konzentrierte er sich auf Frankreich, vor allem auf die Zeit zwischen dem dritten Kreuzzug und der Schlacht bei Bouvines, und schließlich widmete er sich einer universalen Geschichtsbetrachtung. Seine beiden Hauptwerke sind die zwischen 1899 und 1922 veröffentlichte vierbändige Biografie des französischen Königs Philipp II. August (1165–1223) und die fünfbändige, von 1927 bis 1972 erschienene Weltgeschichte als Machtgeschichte, die die Zeit von 382 bis 1190 umfasst. Diese Arbeiten erfuhren hohe Wertschätzung vor allem in Frankreich und Belgien, jedoch weniger in Deutschland. Bei den deutschen Fachkollegen galt er als unpatriotischer Außenseiter. Nach seinem Geschichtsverständnis gestalten „große“ aktive Männer nachhaltig die Geschehnisse. Von den akademischen Zeitschriften hatte er keine hohe Meinung („Zeitschriften sind die Bierstuben und Kaffeehäuser der Wissenschaft.“). In Rezensionen trat er nicht als vernichtender Kritiker hervor; nahezu alle seine Besprechungen sind in einem sachlichen Tonfall verfasst.

### Revolutionsstudie und Biografie zu Philipp II. August
Cartellieri widmete sich über viele Jahre der äußeren Machtentfaltung der Staaten. Nach dem Ersten Weltkrieg arbeitete er an einer Überblicksdarstellung zu den inneren Machtkämpfen der letzten Jahrhunderte. Im Jahr 1921 erschien seine Studie Geschichte der neueren Revolutionen. Vom englischen Puritanismus bis zur Pariser Kommune (1642–1871). Das Werk entstand sowohl aus den unmittelbaren Erfahrungen von Novemberrevolution und Weltkriegsniederlage als auch aus langjährigem Interesse. Nach Matthias Steinbach handelt es sich um eine schlichte Faktendarstellung. Cartellieri wollte zur Klärung der Ansichten beitragen und dem Leser ein selbstständiges Urteil ermöglichen. Ganz in der Tradition Rankes ging Cartellieri von der Bedingtheit und gegenseitigen Abhängigkeit der französischen und deutschen Verhältnisse zwischen 1789 und 1871 aus. Den Wechsel von Reform, Revolution und Reaktion versuchte er in seiner europäischen Dimension zu deuten.
Cartellieri gehörte zu den wenigen deutschen Historikern, deren Arbeitsschwerpunkt die Geschichte Frankreichs war. Lediglich Robert Holtzmann und Fritz Kern haben sich ähnlich intensiv mit der mittelalterlichen Geschichte Frankreichs befasst. Henri Pirenne bezeichnete Cartellieri 1913 als „den besten Kenner, den es heute auf dem Gebiet der westeuropäischen Geschichte des XII. Jahrhunderts gibt“. Über drei Jahrzehnte erforschte er das Leben und die Zeit des französischen Königs Philipp II. August. Nach Cartellieris Hauptthese wurde Frankreich unter Philipp ein Großreich und griff maßgeblich in die europäische Politik ein. Bereits in den ersten Handlungen des Königs erkannte Cartellieri „die frühe Reife und vorwiegend politische Richtung seines Geistes und Charakters“. Philipps Hass auf England erklärte er aus „den Eindrücken, die der lebhafte Knabe halb unbewusst in sich aufnahm, wenn er miterlebte, wie seines Vaters ganzes Dichten und Trachten darauf gerichtet war, sich des übermächtigen Feindes zu erwehren“. Im Gegensatz zu bisherigen Ansichten krönte nach Cartellieris Darstellung die Schlacht bei Bouvines „nicht eine deutsch-feindliche Politik des französischen Königs, sondern besiegelte den Zusammenbruch des angevinischen Reiches“. Cartellieri meinte, Philipp sei kein Feind der Deutschen gewesen, vielmehr habe der französisch-anglonormannische Konflikt, die Folge des dynastischen Gegensatzes der Häuser Plantagenet und Capet, seine Politik bestimmt.

### Cartellieris universale Geschichtsschreibung
Schon in seiner 1919 veröffentlichten Darstellung Grundzüge der Weltgeschichte 378–1914 hat Cartellieri Weltgeschichte unter dem Gesichtspunkt der Machtgeschichte verstanden. In den Jahren 1923 bis 1947 arbeitete er an einer Weltgeschichte. Es war eine politische Geschichte der Entstehungs- und Anfangsphase der westlichen Welt im Mittelalter in ihrer Verzahnung mit der islamischen Welt. Dabei wollte er nationale Beschränkungen vermeiden und die Weltgeschichte in erster Linie unter dem Gesichtspunkt der Rolle führender Persönlichkeiten, die auf allen Gebieten Dauerndes geleistet haben, zusammenfassend schildern. Er hielt sich eng an die Quellen, um seiner Darstellung einen zeitlosen Wert zu verleihen. „Es gilt“, sagte er im Vorwort, „die Weltgeschichte dadurch zum Range einer Wissenschaft zu erheben, daß man sie nichts aussagen läßt, was nicht bewiesen, d. h. unmittelbar oder mittelbar auf die Quellen zurückgeführt werden kann.“ Den behandelten Zeitraum gliederte er nicht nach der üblichen Periodisierung; er wollte weder vom Altertum noch vom Mittelalter und erst recht nicht vom mittelalterlichen Menschen reden. Ihm ging es nicht um die Klärung einzelner Streitfragen, sondern um das Festhalten des Wesentlichen. Cartellieri verstand Weltgeschichte als Machtgeschichte, also als „politische Geschichte mit besonderer Rücksicht auf die zwischenstaatlichen Beziehungen“. Der leitende Gesichtspunkt war für ihn der „ewig unveränderliche, sich unter immer neuen Hüllen verbergende Machttrieb gemäß der allgemein menschlichen Erfahrung“. Er ging in seiner Darstellung vom Römischen Reich aus, „das die Voraussetzung für alles bildet, was in der romanisch-germanischen Welt seitdem geschehen ist“. Als Beginn wählte er den Vertrag, den Theodosius I. am 3. Oktober 382 mit den Westgoten geschlossen hatte, da dabei die Auflösung des Reiches besonders deutlich zu erkennen sei. Durch den Schwerpunkt auf dem Machttrieb einzelner Völker und Herrscherpersönlichkeiten traten soziale und wirtschaftliche Einwirkungen zurück. Der erste Band, der 1927 erschien, behandelt die Zeit der Reichsgründungen von 382 bis 911. Der letzte Band, Das Zeitalter Barbarossas. 1150–1190, wurde 1972 postum herausgegeben. Das Manuskript zum letzten Band hatte Cartellieri Ende der vierziger Jahre abgeschlossen. Die Gattin Ulrich Cartellieris hatte es druckfertig gemacht.

### Tagebuch
Cartellieri führte sein Tagebuch vom 1. Januar 1878 bis zum Herbst 1954 zunächst fast täglich, ab 1903 wöchentlich. Es endet am 1. November 1954 mit dem Eintrag: „Wie lange muss ich mich noch opfern?“. Nach Cartellieris eigener Einschätzung zeichnen sich die Tagebücher „weniger dadurch aus, daß ich viel Bedeutendes erlebt habe als durch die Vollständigkeit der Eintragungen von Kinderzeiten an“. Beim Verfassen der Tagebücher hoffte er auf die „unbestechliche Nachwelt“ und damit auf mehr Geltung, als ihm die Gegenwart gab.
Das 12.000 Seiten umfassende Tagebuch macht deutlich, wie Cartellieri das Kaiserreich, die Weimarer Republik, den Nationalsozialismus und die deutsche Zweistaatlichkeit sowie die damit einhergehenden politischen Umbrüche erlebte. Außerdem wollte er eine „ausführliche Schilderung der Universität“ Jena hinterlassen. Das Tagebuch wurde auch zu einem Arbeitsjournal, in dem er umfangreiche Notizen zu seinen Arbeitsvorhaben und akademischen Tätigkeiten eintrug. In ihrem Umfang und der Ausdehnung über mehrere Epochen hinweg sind seine Tagebücher nur mit denen von Victor Klemperer und Harry Graf Kessler vergleichbar. Heute befinden sie sich samt dem Nachlass in der Universitätsbibliothek Jena.

## Nachwirkung
Cartellieris Biografie über Philipp II. August blieb ein Standardwerk. Der Wert der Arbeit liegt in der methodisch exakten Arbeitsweise, der Erarbeitung einer sicheren Chronologie und dem Bemühen um ein sachgerechtes Urteil über das historische Individuum. Joachim Ehlers hielt die Darstellung noch 1996 für unentbehrlich, da sie aus den Quellen erarbeitet wurde. Das Werk war zwar grundlegend, doch konnte es den vorherrschenden Deutungen der Schlacht von Bouvines keine neue Richtung geben. Im 19. Jahrhundert galt die Schlacht als Symbol französischen Vordringens und deutscher Schwäche. Erst in den 1970er Jahren brachten neue Forschungsansätze ein neues Verständnis der Schlacht und ihrer Bedeutung.

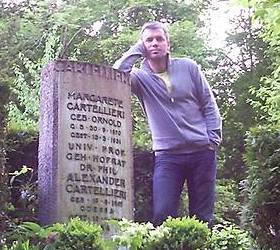
Matthias Steinbach im Jahr 2012 am Grab Alexander Cartellieris auf dem Jenaer Nordfriedhof.

Cartellieri zählte nicht zu den führenden Persönlichkeiten seines Faches. Die nächste Generation war von der marxistischen Weltanschauung geprägt und zollte ihm keine Anerkennung mehr. In der DDR geriet er in Vergessenheit, in Hans-Ulrich Wehlers neunbändiger Reihe Deutsche Historiker blieb er unerwähnt. Seine 16.000 Bände umfassende Bibliothek wurde nach seinem Tod von der Universität Jena aufgekauft und blieb dort jahrzehntelang unbeachtet. Im Jahr 1989 wurde Matthias Steinbach beim erstmaligen Betreten der Handschriftenabteilung auf einen Bestand von sechzehntausend Bänden aufmerksam und stellte sich die Frage, wer eine solche Vielzahl von Büchern häufig französischer und italienischer Herkunft in Jena zusammengetragen hatte. Dieses Interesse wurde Ausgangspunkt für seine einige Jahre später veröffentlichte Dissertation über Alexander Cartellieri. Auch für Steinbach gehört Cartellieri „nicht zu den herausragenden Figuren des deutschen Kultur- und Gelehrtenlebens der Epoche zwischen Kaiserreich und nationalsozialistischer Diktatur“. Seine Vorlesungen und Forschungen zur Geschichte der Revolutionen wurden aber zum Ausgangspunkt einer in Jena über Karl Griewank, Siegfried Schmidt bis zu Werner Greiling und Hans-Werner Hahn führenden Forschungstradition. Nach Steinbach verband sich bei Cartellieri eine konservativ-monarchische Grundhaltung mit rankescher Methodik und einer weltbürgerlichen Offenheit. Steinbach gab im Jahr 2014 gemeinsam mit Uwe Dathe Auszüge der Tagebücher aus dem Zeitraum von 1899 bis 1953 in einer kritisch kommentierten Edition heraus. Die Herausgeber sehen im Tagebuch ein „repräsentatives“ Zeugnis, das Einblick in die „Mentalität des deutschen Bildungsbürgertums“ gebe. Die Einträge aus Cartellieris Zeit im badischen Archivdienst (1892–1898) hatte Steinbach zwei Jahre zuvor separat veröffentlicht. Ebenfalls 2014 publizierte Tillmann Bendikowski seine Darstellung Sommer 1914. Dort soll anhand von fünf ausgewählten Zeitzeugen ein Eindruck davon vermittelt werden, wie Deutsche den Kriegsbeginn erlebten. Dabei repräsentiert Alexander Cartellieri das Großbürgertum.

## Schriften (Auswahl)
Ein Schriftenverzeichnis erschien in Matthias Steinbach: Des Königs Biograph. Alexander Cartellieri (1867–1955). Historiker zwischen Frankreich und Deutschland (= Jenaer Beiträge zur Geschichte. Band 2). Lang, Frankfurt am Main u. a. 2001, ISBN 3-631-37496-8, S. 290–303.
- Philipp II. August, König von Frankreich. 4 (in 5) Bände(n). Dyk u. a., Leipzig u. a. 1899–1922;
  - Band 1: 1165–1189. 1899–1900 (2. Neudruck. Scientia-Verlag, Aalen 1984, ISBN 3-511-03841-3);
  - Band 2: Der Kreuzzug. (1187–1191). 1906 (2. Neudruck. Scientia-Verlag, Aalen 1984, ISBN 3-511-03842-1); Archive
  - Band 3: Philipp August und Richard Löwenherz. (1192–1199). 1910 (2. Neudruck. Scientia-Verlag, Aalen 1984, ISBN 3-511-03843-X);
  - Band 4, Teil 1: Philipp August und Johann Ohne Land. (1199–1206). 1921 (2. Neudruck. Scientia-Verlag, Aalen 1984, ISBN 3-511-03844-8);
  - Band 4, Teil 2: Bouvines und das Ende der Regierung. (1207–1223). 1922 (2. Neudruck. Scientia-Verlag, Aalen 1984, ISBN 3-511-03844-8).
- Grundzüge der Weltgeschichte 378–1914. Dyk, Leipzig 1919 (2., vermehrte und verbesserte Auflage. ebenda 1922).
- Geschichte der neueren Revolutionen. Vom englischen Puritanismus bis zur Pariser Kommune. (1642–1871). Dyk, Leipzig 1921.
- Weltgeschichte als Machtgeschichte. 4 Bände. Oldenbourg, München u. a. 1927–1941 (fünfter Band postum 1972);
  - Band 1: 382–911. Die Zeit der Reichsgründungen. 1927 (Neudruck. Scientia-Verlag, Aalen 1972, ISBN 3-511-04431-6);
  - Band 2: Die Weltstellung des Deutschen Reiches 911–1047. 1932 (Neudruck. Scientia-Verlag, Aalen 1972, ISBN 3-511-04432-4);
  - Band 3: Der Aufstieg des Papsttums im Rahmen der Weltgeschichte. 1047–1095. 1936 (Neudruck. Scientia-Verlag, Aalen 1972, ISBN 3-511-04433-2);
  - Band 4: Der Vorrang des Papsttums zur Zeit der ersten Kreuzzüge. 1095–1150. 1941 (Neudruck. Scientia-Verlag, Aalen 1972, ISBN 3-511-04434-0);
  - Band 5: Das Zeitalter Friedrich Barbarossas. 1150–1190. Scientia-Verlag, Aalen 1972, ISBN 3-511-04435-9.